# Lacón

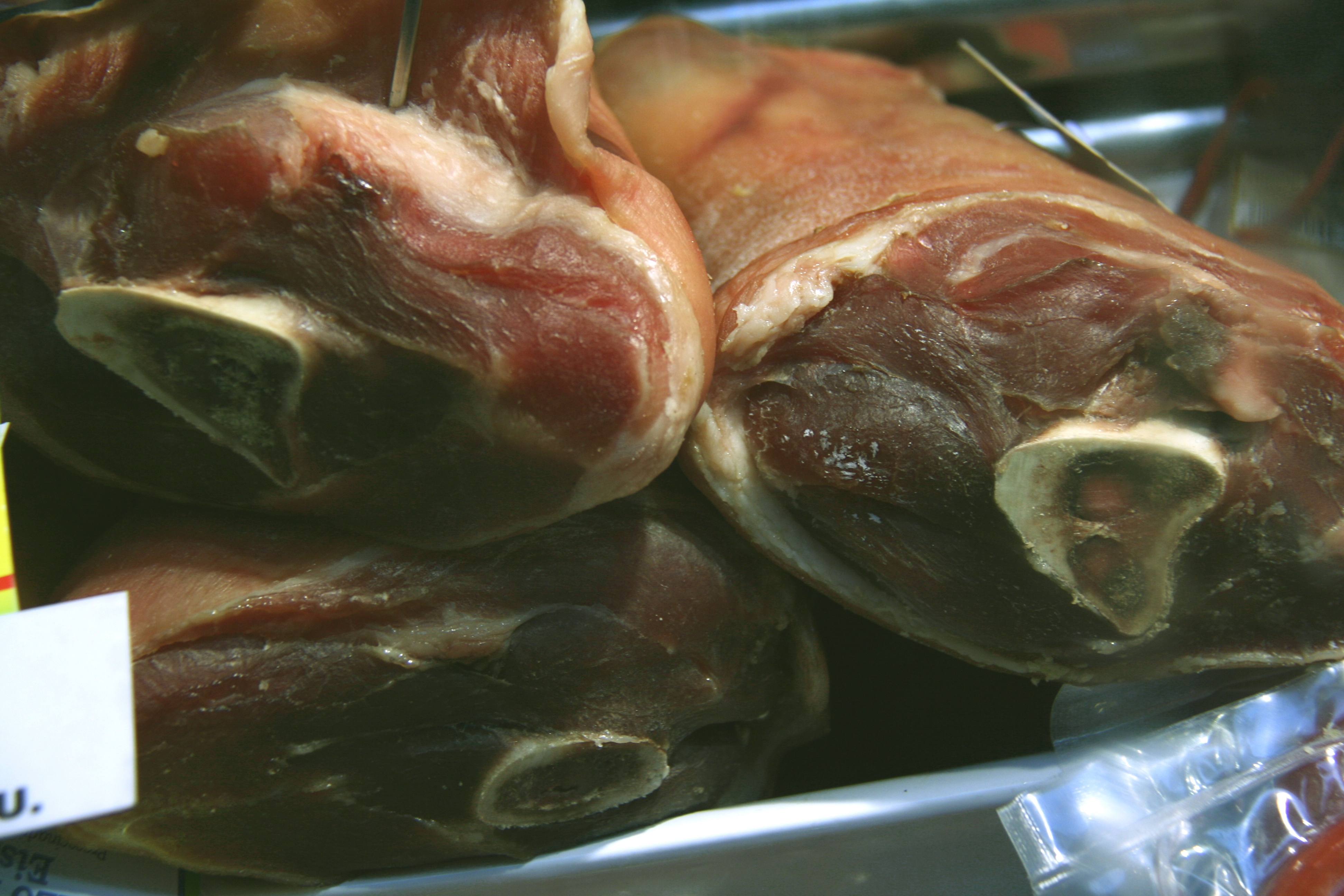
Lacón

Lacón ist ein spanischer, gepökelter und luftgetrockneter Vorderlauf des Schweins. Das Wort stammt aus dem Galicischen und wurde vom lateinischen lacca abgeleitet; die Bedeutung dieses Wortes im Spanischen ist aber ungeklärt. Der bekannteste Lacón ist der lacón gallego (galicischer Lacón). Der lacón gallego muss von galicischen Schweinen stammen und dort vollständig hergestellt worden sein, um den Zusatz D.O. (denominación de origen) zu erhalten.

## Besonderheiten
Die Vorderläufe, die für den Lacón verwendet werden, stammen meist von besonderen Schweinerassen, wie z. B. der Celta, Large White, Landrace oder Duroc. Abhängig von der Art der Ernährung des Schweins wird zwischen zwei Typen des galicischen Lacóns unterschieden:
- Der traditionelle Lacón stammt von Schweinen, die in den letzten drei Monaten nur von Getreide, Maronen, Pflanzenknollen und Eicheln ernährt worden sind.
- Der allgemein erhältliche Lacón stammt von Schweinen, die mit Fertigfutter ernährt worden sind. Dieses Futter unterliegt jedoch einer ständigen, offiziellen Kontrolle der zuständigen Aufsichtsbehörde Consejo Regulador de la Denominación Específica.

## Herstellung
Das Schwein wird sehr früh geschlachtet, es sollte aber mindestens sechs Monate alt sein. Sein Gewicht sollte zu diesem Zeitpunkt über 90 Kilogramm liegen.
Die Vorderläufe werden in einem Prozess behandelt, der dem der Schinkenherstellung (Serrano-Schinken, iberischer Schinken) ähnelt, nur während einer kürzeren Zeitspanne. In etwa 35 Tagen werden die Fleischstücke gepökelt, danach wird das überschüssige Salz abgewaschen, die Vorderläufe werden abgehängt, luftgetrocknet und gereift. Bei der Herstellung von Lacón darf das Schweinefleisch nicht geräuchert werden, weil sich dadurch seine organoleptischen Eigenschaften verändern können.

## Eigenschaften
Der galicische Lacón besteht meist aus einem kompletten Vorderlauf, d. h. mit Haut und Schweinefuß. Nur das Schulterblatt wird entfernt. Der Lacón sollte zwischen drei und sechs Kilogramm wiegen. Das Fett bzw. die Fettschicht hat eine weiße bis weiß-gelbliche Farbe und ist von weicher, fast geschmeidiger Konsistenz. Das Muskelfleisch dagegen hat einen rosafarbenen Ton. Der Geschmack und das Aroma werden stark von der Fettschicht beeinflusst; Lacón schmeckt leicht salzig und hat ein mildes Aroma.

### Nährwert
Wie die meisten Fleischsorten, ist auch der Lacón eine Quelle von hochwertigen Proteinen. Der Nährwert ist ähnlich wie bei der Schweineschulter. Lacón hat einen Fettanteil von ca. 20 %. Im Verhältnis zum luftgetrockneten Schinken (Serrano-Schinken, iberischer Schinken) ist die Ausbeute an Proteinen geringer. Schweinefleisch ist eine bekannte Quelle für Vitamin B (außer Folsäure). Außerdem ist es die Fleischart, die am wenigsten Purine enthält, die im Stoffwechsel zu Harnsäuren umgebaut werden können.

## Verwendung in der Küche
Der Lacón kann sowohl als Vorspeise oder auch als Hauptgericht zusammen mit Gemüse oder Kartoffeln verzehrt werden. Ein sehr bekanntes, schmackhaftes und nahrhaftes Gericht der galicischen Küche ist lacón con grelos. Lacón kann außerdem Bestandteil von Brühen und Suppen oder Eintöpfen sein. Auch wird er als Füllung, in salzigen Kuchen oder als Mousse gegessen. Er kann auch gegrillt oder gebraten werden.